# ビトリア＝ガステイス・トラム
ビトリア＝ガステイス・トラム(スペイン語: Tranvía de Vitoria-Gasteiz, バスク語: Gasteizko tranbia)は、スペイン・バスク自治州・アラバ県・ビトリア＝ガステイスで運行されているトラム。2008年12月23日開業。路線距離は12.8kmで、イバイオンド線とアベチュコ線の2路線を持つ。バスク鉄道によって所有されるエウスコトレン・トランビアがバスク自治州で運行する2本のトラムのうちのひとつであり、もうひとつはビルバオで運行されているビルバオ・トラムである。

## 歴史
2008年12月23日にアングレマ駅とイバイオンド駅を結ぶイバイオンド線が開業し、2009年5月には途中で分岐してアベチュコ駅に達するアベチュコ線が開業した。建設費は1億1,300万ユーロであり、バスク自治州が9,160万ユーロを、アラバ県が1,120万ユーロを、ビトリア＝ガステイス市が1,120万ユーロを供出している。

## 運行形態
郊外では専用軌道を、市街地中心部では併用軌道を走行している。紙の切符と磁気カードの双方が使用可能である。料金はゾーン制に基づいておらず、2012年時点では切符が1乗車1.25ユーロ、磁気カードが1乗車0.66ユーロの単一料金制である。

## 路線

路線図

## 車両
メトロ・ドノスティアルデアはバスク自治州内に本社を置くCAF社製のUrbos 2を使用している。Urbos 2はビルバオ・トラムで使用されているUrbos 1の改良型であり、最高速度が50kmから70kmに、両数が3両から5両に増え、部分低床式から完全低床式車両となっている。車体は25mで定員は192人（バス3台分）であり、座席数は50席である。超低床型車両でハンディキャップのある乗客も乗り降りがしやすく、5両に計8扉を持つ。すべての停留所に到着する際に音楽と車内放送が流れる。塗装はエウスコトレン・トランビアのコーポレートカラーである灰色と緑色の組み合わせである。
ベレス＝マラガ・トラム（ベレス＝マラガ、2006年運行休止）、セビリア・メトロ（セビリア）、メトロセントロ（セビリア、Urbos 3に移行）、アンタルヤ・トラム（トルコ・アンタルヤ）、メトロ・ライト・レール（オーストラリア・シドニー）でもUrbos 2が使用されている。CAFは2011年からUrbos 3を製造しており、グラナダやカディスをはじめとして多くの都市でUrbos 3が運行されている。
| 形式        | 画像 | 分類                 | 最高速度 | 両数 | 製造    |
| ----------- | ---- | -------------------- | -------- | ---- | ------- |
| CAF Urbos 2 |      | ライトレール・トラム | 70km/h   | 5両  | 2006年- |

## 延伸計画
南方への延伸が計画されている。レンフェ（スペイン国鉄）のビトリア駅を超えてバスク大学(UPV/EHU)のビトリア・キャンパスに達する予定である。